# 尼亚加拉瀑布吊桥

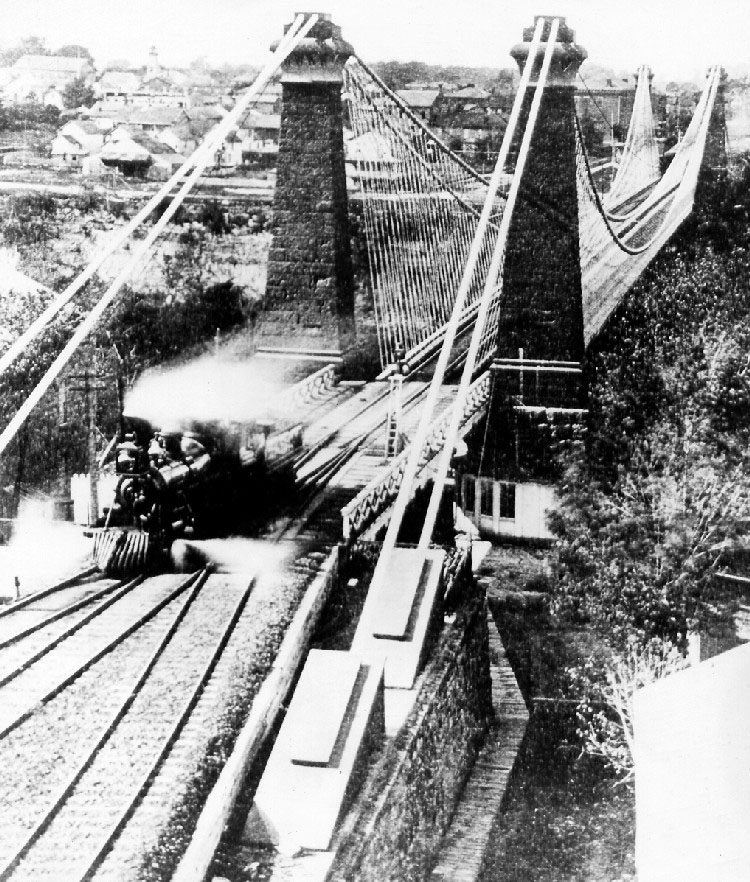
1860年拍摄的照片，一台蒸汽机车正通过尼亚加拉瀑布吊桥

尼亚加拉瀑布吊桥是世界上首座铁路吊桥。该桥长达825英尺（251），在1855年至1897年间矗立在尼亚加拉瀑布下游2.5英里（4.0）处。吊桥横跨尼亚加拉河，连接了安大略省的尼亚加拉瀑布城与纽约州的尼亚加拉瀑布城两城（这两个城市在1892年分别合并了大桥两端的小镇）；吊桥上下两层分别供不同的交通工具通行：上层供火车通行，下层供行人步行和马车通行。由于该桥是由两个国家的两个公司合建的，尼亚加拉瀑布吊桥在美国又被称作“国际吊桥”（International Suspension Bridge）。此外，该桥还有别的一些名称，譬如“尼亚加拉铁路吊桥”（Niagara Railway Suspension Bridge）和“尼亚加拉吊桥”（Niagara Suspension Bridge），但该桥在英语世界最常见且最权威的名称还是最简明的“Suspension Bridge”（吊桥）。